# Serrasalmus auriventris
Serrasalmus auriventris is een straalvinnige vissensoort uit de familie van de echte piranha's (Serrasalmidae). De wetenschappelijke naam van de soort is voor het eerst geldig gepubliceerd in 1861 door Burmeister.